# Philoscia affinis
Philoscia affinis är en kräftdjursart som beskrevs av Karl Wilhelm Verhoeff1933. Philoscia affinis ingår i släktet Philoscia och familjen Philosciidae.

## Underarter
Arten delas in i följande underarter:
- P. a. sabinorum
- P. a. affinis